# Флэнаган, Хелен
 Хелен Джойс Габриэль Флэнаган (англ. Helen Joyce Gabriel Flanagan; род. 7 августа 1990) — британская актриса, фотомодель и телеведущая. Наиболее известна своей ролью Рози Уэбстер в мыльной опере канала ITV Coronation Street, в которой снималась с 2000 по 2012 годы. В 2013 году была признана самой привлекательной британской знаменитостью по результатам опроса FHM «100 самых сексуальных женщин мира».

## Ранняя жизнь
Флэнаган родилась в Бери, в Большом Манчестере, в Англии. Окончила Westholme School, в Блэкберне, в графстве Ланкашир.

## Карьера в кино и на телевидении
Дебют Хелен в качестве актрисы состоялся в январе 2000 года в роли Рози Уэбстер в сериале Coronation Street. В 2006 году она была номинирована на премию «Лучший молодой актёр драматического представления» на церемонии The British Soap Awards, но в итоге уступила Эллису Холлинсу из «Холлиоукс». Спустя год она была номинирована на премию «Злодей года» на той же церемонии, но проиграла исполнителю главной роли Coronation Street Джеку Пи Шепарду. В октябре 2011 года Флэнаган объявила о том, что в феврале следующего года оставит Coronation Street по причине интереса к другим проектам.
В 2010 году Флэнаган появилась в спин-оффе Coronation Street Coronation Street: A Knights Tale, в роли своей героини Рози Уэбстер. Позже она в той же роли снялась в собственном спин-оффе Coronation Street «Просто Рози», где её героиня пыталась построить себе карьеру модели в Лондоне. В 2012 году Хелен появилась в двенадцатой серии реалити-шоу I’m a Celebrity…Get Me Out of Here! и в итоге заняла 7 место по результатам голосования.
В сентябре 2013 года Хелен появилась в реалити-шоу 5 канала Celebrity Super Spa, съёмки которого проходили в ливерпульском спа-салоне.
В январе 2014 года вместе с Уго Тейлором появилась в реалити-шоу того же канала Celebrity Wedding Planner.
В августе 2014 года снялась в роли медсестры Кирсти Бромптон в эпизоде телесериала «Холби Сити».
В октябре 2016 года было объявлено, что в феврале 2017 года Флэнаган будет снова играть роль Роузи в Coronation Street.

## Прочее
В сентябре 2013 года Флэнаган позировала топлесс для обложки журнала The Sun.
В том же году снялась в клипе группы The Neo-Kalashnikovs на песню «Gorgeous Baby».

## Личная жизнь
С 2009 года состоит в отношениях с футболистом «Астон Вилла» Скоттом Синклером, с которым по сей день сожительствует. В декабре 2012 года она призналась, что борется с депрессией и с чувствами тревоги и заявила о том, что принимает лекарства от СДВГ и биполярного расстройства.
В июне 2013 года дом Флэнаган и Синклера в Престбери, в графстве Чешир, был ограблен. В ночь инцидента Флэнаган находилась дома. По её словам воры украли сотовый телефон и различные предметы украшения. Сама актриса при ограблении не пострадала.
В конце декабря 2014 года Хелен сообщила о том, что беременна от Синклера. Их дочь Матильда Джессика Синклер появилась на свет 29 июня 2015 года.
22 июня 2018 года родилась вторая дочь Делайла Руби Синклер.

## Фильмография
| Год             | Название                            | Роль                | Примечания                                            |
| --------------- | ----------------------------------- | ------------------- | ----------------------------------------------------- |
| 2000-12, 2017 - | Coronation Street                   | Рози Уэбстер        | 893 эпизода                                           |
| 2006-07         | Soapstar Superstar                  | Играет саму себя    | 4 эпизода                                             |
| 2009            | All Star Family Fortunes            | Играет саму себя    | Специальный выпуск                                    |
| 2010            | Coronation Street: A Knights Tale   | Рози Уэбстер        | Спин-офф Coronation Street                            |
| 2011            | Просто Рози                         | Рози Уэбстер        | Спин-офф Coronation Street, транслировавшийся на ITV2 |
| 2012            | I’m a Celebrity…Get Me Out of Here! | Играет саму себя    | 7 место                                               |
| 2013            | «Gorgeous Baby»                     |                     | Музыкальный клип группы The Neo-Kalashnikovs          |
| 2013, 2014      | Big Brother’s Bit On The Side       | Играет саму себя    | 2 эпизода                                             |
| 2013            | Celebrity Super Spa                 | Играет саму себя    | 1, 6 эпизоды                                          |
| 2013            | Celebrity Juice                     | Играет саму себя    | 4 эпизода, гость                                      |
| 2013            | 8 out of 10 Cats                    | Играет саму себя    | 1 эпизод                                              |
| 2013            | I Love My Country                   | Играет саму себя    | Участник дискуссии                                    |
| 2013            | Tricked                             | Играет саму себя    | 1 сезон, 4 эпизод                                     |
| 2013            | 50 смешных моментов 2013 года       | Играет саму себя    | Документальный                                        |
| 2014            | Fake Reaction                       | Играет саму себя    | Гость                                                 |
| 2014            | Celebrity Wedding Planner           | Играет саму себя    | 1 эпизод                                              |
| 2014            | Virtually Famous                    | Играет саму себя    | 1 эпизод                                              |
| 2014            | Холби Сити                          | Кирсти Бромптон     | 1 эпизод                                              |
| 2014            | Keep it in the Family               | Кирсти Бромптон     | 1 эпизод                                              |
| 2014            | Газированные дни                    |                     |                                                       |
| 2014            | Другая сторона любви                |                     |                                                       |
|                 | Сука                                | Жертва издательства |                                                       |
|                 | Мыш и кот                           | София               | Короткометражка                                       |
|                 | Побег                               |                     | Короткометражка                                       |